# SOUL QUEST
『SOUL QUEST』（ソウル・クエスト）は、日本の歌手・MISIAの10枚目のオリジナル・アルバム。2011年7月27日にアリオラジャパンより発売。

## 解説
オリジナル・アルバムとしては前作『JUST BALLADE』から約1年7ヶ月ぶり。25thシングル「記憶」に加え、2010年発売の配信限定シングル「EDGE OF THIS WORLD」、COP10オフィシャルソング「LIFE IN HARMONY」、世界デビュー曲である2010 FIFAワールドカップアジア代表ソング「MAWARE MAWARE」、東日本大震災復興応援メッセージソング「明日へ」 (en) や、全国ツアー『THE TOUR OF MISIA JAPAN SOUL QUEST』のテーマソングで本作のリード曲「THIS IS ME」など全11曲を収録。
初回生産限定盤はテクスチャーブックレット仕様で、NON-STOP DJ MIX CD『77 Minutes of MISIA Mixed by MURO』付属。
iTunes Storeのみ予約購入者には特典としてエクスクルーシヴトラック「Can't Take My Eyes Off Of You (SOUL QUEST Extended Ver.)」付属。当初、予約期限は2011年7月26日までだったが、システムトラブルの影響でプレオーダーが一旦休止されたため、付属期限が8月9日まで延長された。
7月4日にはアルバム発売記念として特設サイトが開設された。同サイトではアルバム全曲試聴やMISIA本人によるアルバム全曲解説、MVのフル視聴や、プレゼントキャンペーン、“「THIS IS ME」診断”という企画などが行なわれている。

## 収録曲

### DISC 1
- 全11曲収録（CD）
- 全作詞：MISIA（特記以外）

1. SOUL QUEST OVERTURE (1:53)
作曲、編曲：鷺巣詩郎
2. THIS IS ME (3:56)
作詞：MISIA・Mike Wyzgowski／作曲、編曲：鷺巣詩郎
「THE TOUR OF MISIA JAPAN SOUL QUEST」テーマソング
3. EDGE OF THIS WORLD (4:36)
作曲：Sinkiroh／編曲：Gomi
角川映画配給劇場用アニメーション「いばらの王 -King of Thorn-」主題歌
4. 素晴らしいもの探しに行こう (feat. MURO) (3:37)
作詞：MISIA・MURO／作曲：JP／編曲：M2J
読売テレビ・日本テレビ系「秘密のケンミンSHOW」エンディングテーマ
5. 記憶 (5:09)
作詞：MISIA・松井五郎／作曲：BZ4U／編曲：鷺巣詩郎
テレビ朝日系ドラマ「遺留捜査」主題歌
6. 雨のソナタ (3:35)
作詞、作曲：MISIA・JP／編曲：JP
P&G h&s「なぜヘッドスパしないの？」篇CMソング
7. 君には嘘をつけない (5:34)
作詞：hinata／作曲：Joi／編曲：重実徹
外為ジャパン「空とワタシ」篇CMソング
8. 真夏のカメレオン (3:41)
作曲：JP・MISIA／編曲：JP
読売テレビ・日本テレビ系「秘密のケンミンSHOW」エンディングテーマ
9. MAWARE MAWARE (feat. M2J + FRANCIS JOCKY) (3:40)
作詞：MISIA・JP／作曲：JP／編曲：M2J
2010 FIFAワールドカップ公式アルバムアジア代表ソング
2013年5月29日に歌詞やメロディを変更し、Doudou N'Diaye Roseを迎えてレコーディングした音源が配信限定シングルとして発売された。
10. LIFE IN HARMONY (5:02)
作曲：yellowRubato／編曲：David Foster
COP10オフィシャルソング
11. 明日へ (4:43)
作曲、編曲：松本俊明
東日本大震災復興応援メッセージソング
ANN報道特別番組「つながろう!ニッポン 〜テレビが伝えたこと〜」エンディングテーマ
第72回紅白で紅組のトリで披露した。

exclusive track（iTunes Store限定予約特典）
1. Can't Take My Eyes Off Of You (SOUL QUEST Extended Ver.) (5:26)
作詞、作曲：BOB CREWE・BOB GAUDIO／編曲：Gomi

### DISC 2
※初回限定盤のみ
NON-STOP DJ MIX CD『77 Minutes of MISIA Mixed by MURO』（特典CD）
1. 素晴らしいもの探しに行こう (feat. MURO)
2. Yes Forever (MURO's "PROMO" Mix)
3. つつみ込むように… (DJ WATARAI REMIX featuring MURO)
4. BELIEVE (DJ WATARAI REMIX)
5. Escape (DJ WATARAI REMIX)
6. 真夏のカメレオン (DUB MIX)
7. 陽のあたる場所 (ORIGINAL MIX)
8. KEY OF LOVE 〜愛の行方〜 (ACOUSTIC CRAB SOUL MIX)
9. THIS IS ME
10. CATCH THE RAINBOW (GOMI'S OLD SCHOOL REMIX)
11. Sweet pain (FRANCOIS K. REMIX)
12. sweetness (SATOSHI TOMIIE SWEETER 12" MIX)
13. INTO THE LIGHT (DAVID SUSSMAN'S MIX)
14. Everything (JUNIOR + GOMI CLUB EXTENDED MIX)
15. 太陽の地図 (Gomi's Vajra Mix)
16. 少しずつ 大切に (Gomi's The World Is Waiting For A Change Mix)
17. LIFE IN HARMONY (GOMI'S LOVE & HARMONY REMIX)
18. 星のように… (GOMI'S ULTRA LEGEND MIX)
19. MAWARE MAWARE (GOMI'S TRIBAL MIX〜GOMI'S LAIR CLUB REMIX)
20. Can't Take My Eyes Off Of You (Extended Version)

## 販売形態
| 形態                   | 型番       | 備考 |
| ---------------------- | ---------- | --- |
| CD2枚組                | BVCL-233/4 | 初回生産限定盤。特典CD付属、テクスチャーブックレット仕様。帯なし。対象店舗、オンラインショップのみ先着特典ポスター。 |
| CDのみ                 | BVCL-235   | 通常盤。帯あり。対象店舗、オンラインショップのみ先着特典ポスター。                                                   |
| デジタル・ダウンロード |            | iTunes Store限定予約特典トラック「Can't Take My Eyes Off Of You (SOUL QUEST Extended Ver.)」付属（8月9日まで）。     |